# Lupta de la Cireșoaia (1917)

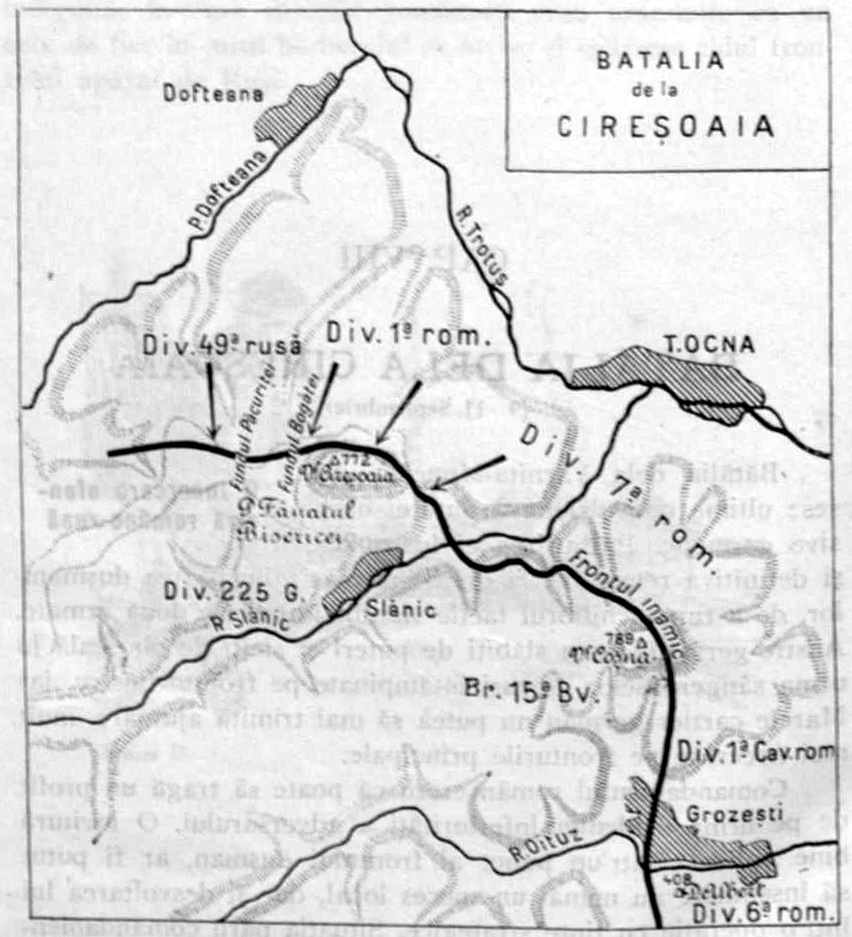
Harta luptei de la Cireșoaia

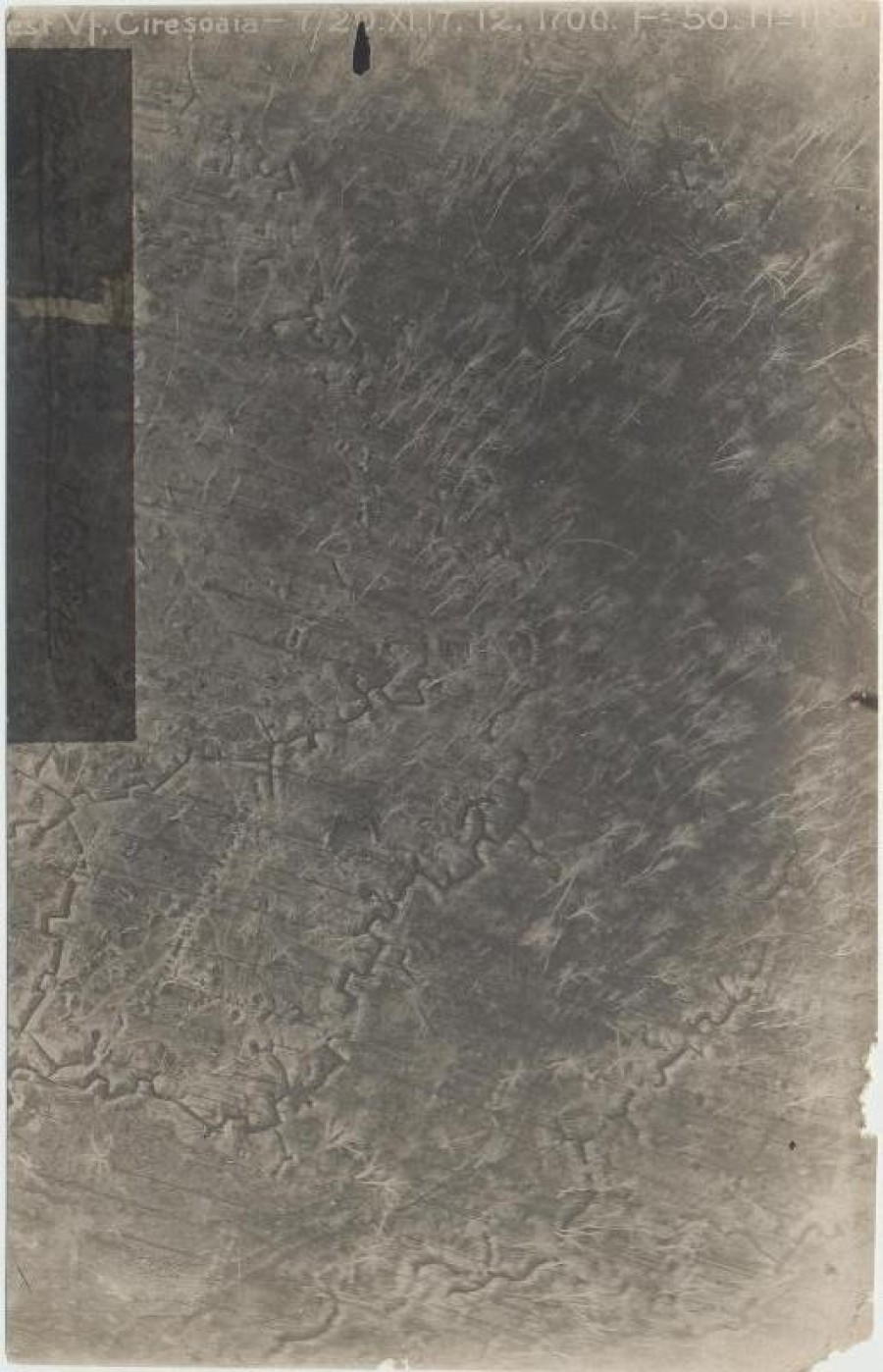
Fotografie aeriană realizată în zona Vârfului Cireșoaia (sector Tg. Ocna – Slănic), de la 1700 m

Hartă a zonei, din 1917

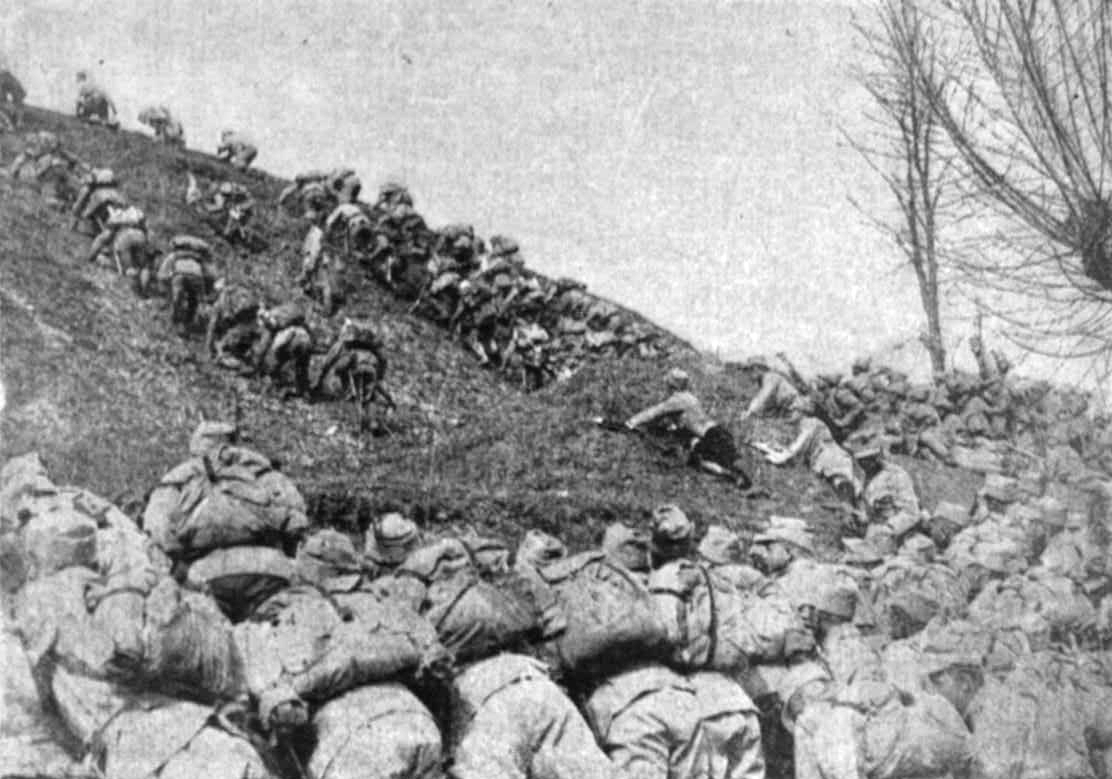
Atac al vânătorilor de munte asupra Cireșoaiei

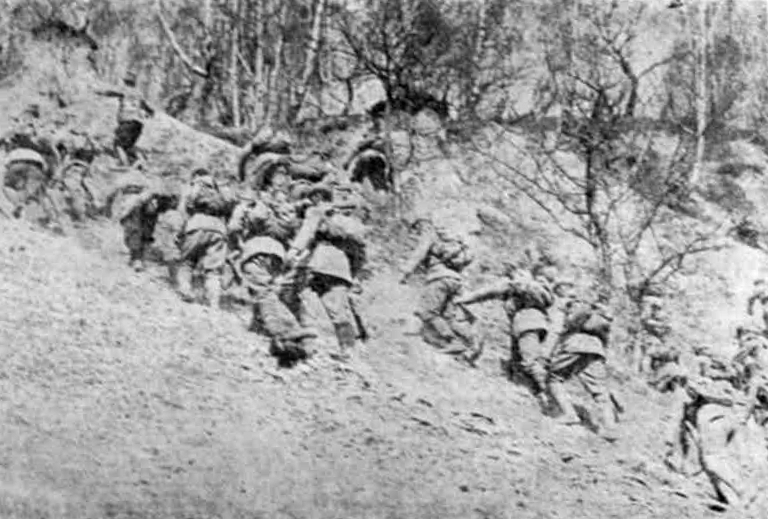
Vânători de munte în luptele de la Cireșoaia

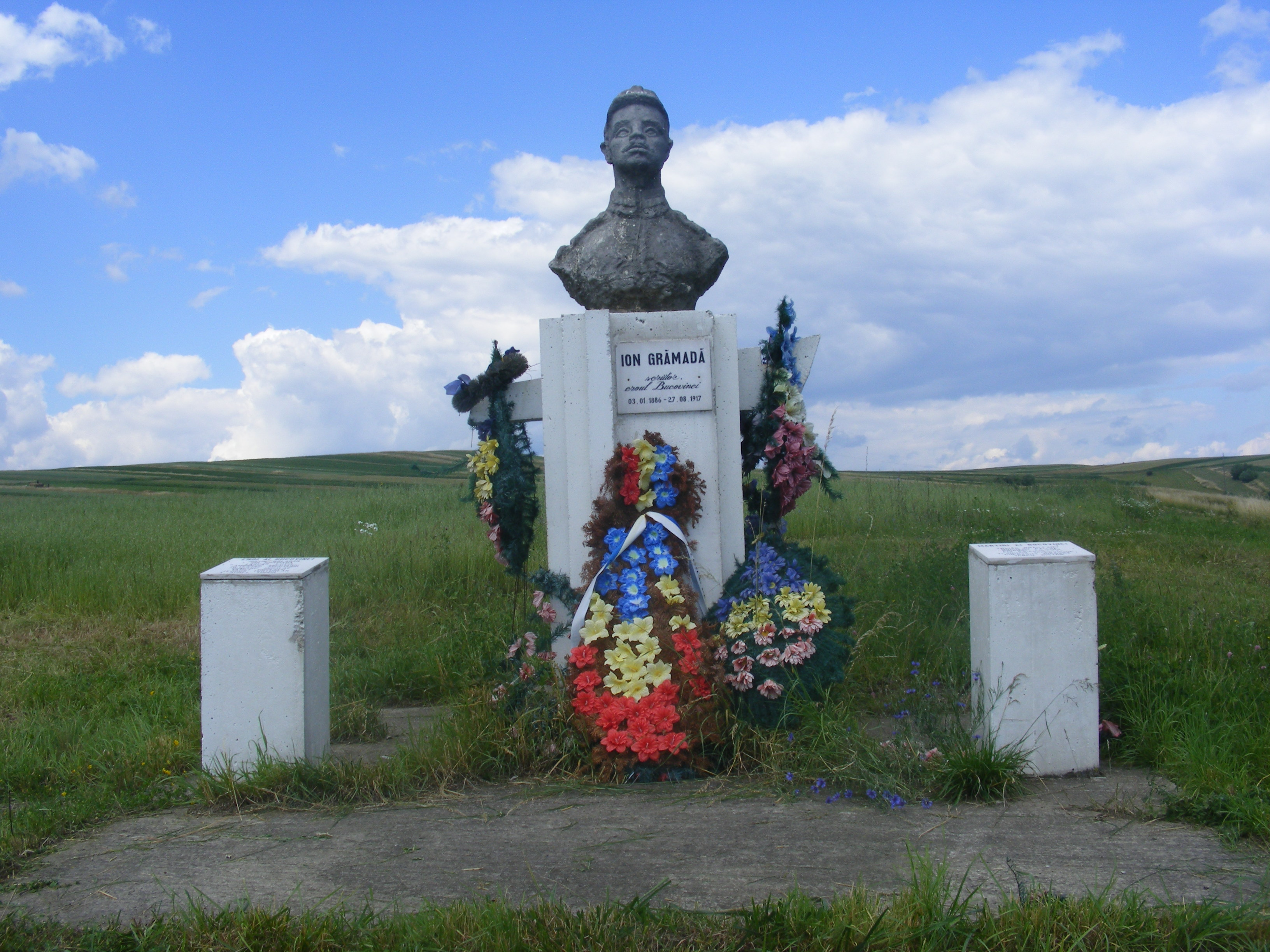
Monumentul ridicat pe o ridicătură de pământ situată pe partea dreaptă a DN17 (E58) în dreptul localității Stroiești, eroului de la Cireșoaia Ion Grămadă

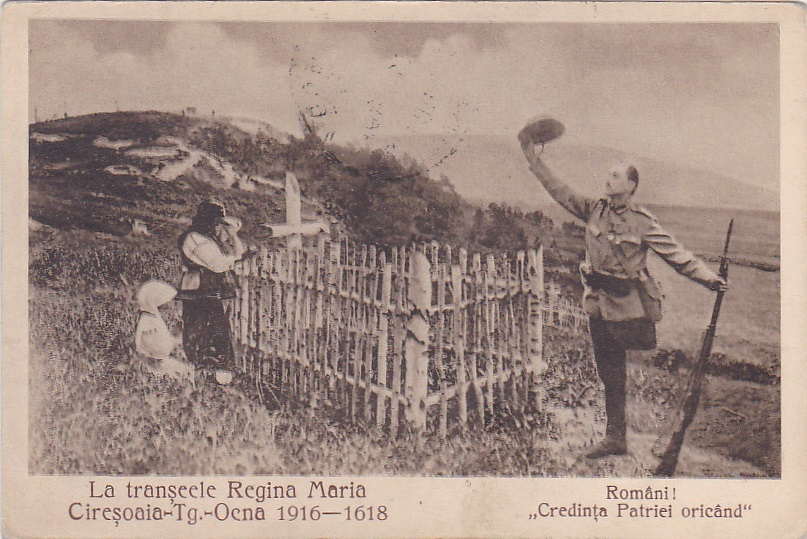
Lângă mormântul unui ostaș de pe Cireșoaia

Lupta de la Cireșoaia a fost parte a celei de-a treia bătălii de la Oituz și s-a desfășurat la 30 iulie/12 august 1917 și a avut ca rezultat blocarea înaintării forțelor Puterilor Centrale care încercau să forțeze Munții Carpați, prin trecătoarea Oituz, în ea fiind angajate forțele Armatei 2 române și forțe combinate germane și austro-ungare.